# Salix ionica
Salix ionica är en videväxtart som beskrevs av Brullo, Scelsi och Spamp.. Salix ionica ingår i släktet viden, och familjen videväxter. Inga underarter finns listade i Catalogue of Life.